# روب كيني
روب كيني (بالإنجليزية: Rob Kenny)‏ هو لاعب هوكي الجليد أمريكي، ولد في 19 أكتوبر 1968، وتوفي في 21 يوليو 2010.

## وصلات خارجية
- روب كيني على موقع دوري الهوكي الوطني (الإنجليزية)
- روب كيني على موقع EliteProspects.com (الإنجليزية)
- روب كيني على موقع HockeyDB.com (الإنجليزية)